# Neoproclitus cylindricus
Neoproclitus cylindricus är en stekelart som beskrevs av Dasch 1992. Neoproclitus cylindricus ingår i släktet Neoproclitus och familjen brokparasitsteklar. Inga underarter finns listade i Catalogue of Life.